# Aleksandr Poznyak
Aleksandr Poznyak (tiếng Belarus: Аляксандар Пазняк; tiếng Nga: Александр Позняк; sinh 23 tháng 7 năm 1994) là một cầu thủ bóng đá Belarus hiện tại thi đấu cho Gorodeya mượn từ Shakhtyor Soligorsk.